# Sân bay quốc tế Rodríguez Ballón
Sân bay quốc tế Rodríguez Ballón (IATA: AQP, ICAO: SPQU), tiếng Tây Ban Nha Aeropuerto Internacional Rodríguez Ballón, là sân bay nằm tại thành phố lớn thứ hai của Peru, thành phố Arequipa. Sân bay này cùng với Sân bay quốc tế Alejandro Velasco Astete ở Cusco là các trung tâm vận tải hàng không chính ở phía Nam Peru. Sân bay quốc tế Rodríguez Ballón được kết nối đến các thành phố Iquique, Chile và La Paz, Bolivia. Đây là cửa ngõ chính cho du khách thăm thành phố Arequipa, các phế tích gần đó và đại vực Colca, đại vực lớn thứ hai trên thế giới sau đại vực Cotahuasi cũng nằm ở Arequipa. Các tuyến quốc tế được tiếp tục vào ngày 6 tháng 12 năm 2007 với các chuyến bay theo lịch trình nối với Arica, Chile.

## Các hãng hàng không và các tuyến điểm
Các hàng hàng không phục vụ tại sân bay:
- Aerosur (La Paz, Santa Cruz de la Sierra) [bắt đầu năm 2009]
- LAN Airlines
  - LAN Perú (Cusco, Juliaca, Lima)
- Sky Airline (Arica, Santiago de Chile, Iquique, Antofagasta)